# Confrèrie van het Allerheiligst Sacrament des Altaars

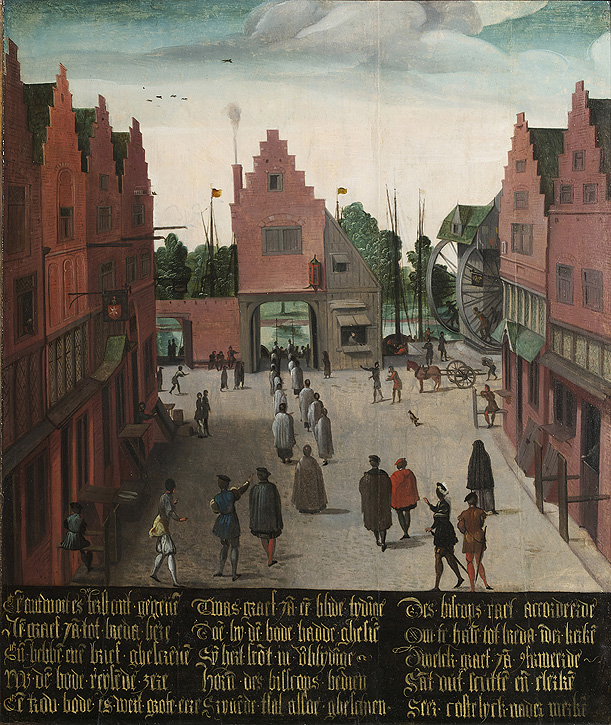
De achttiende-eeuwse confrèrie heeft zich altijd nauw verbonden gevoeld met de traditie van het laat-middeleeuwse Gilde van het Sacrament van Niervaert. Dit detail van het Niervaertretabel toont de stoet hoogwaardigheidsbekleders die in de ochtend van 13 maart 1449 uit Breda vertrekt om de wonderhostie van Niervaert per boot over te brengen naar Breda.

De Confrèrie van het Allerheiligst Sacrament des Altaars werd opgericht op 28 oktober 1697 in de Barbara-schuilkerk in Breda, als een deftig gezelschap waarvan maximaal 30 mannen lid kunnen worden. De vereniging heeft als doel de devotie tot het heilig Sacrament in het algemeen te bevorderen en tot het Sacrament van Niervaert in het bijzonder. De confrèrie is ononderbroken blijven voortbestaan tot op de huidige dag.

## Oprichting van de confrèrie
De Tachtigjarige Oorlog ving aan in 1568 en leidde er onder meer toe dat de Prins van Oranje-Nassau niet langer meer in Breda woonachtig kon blijven, doch noordelijker in de Nederlanden verbleef. Er was sprake van krijgsgeweld op allerlei plaatsen in de Nederlanden. In maart 1590 maakte echter prins Maurits zich bij verrassing (Turfschip) meester van de stad Breda. Kort hierna werd de uitoefening van de katholieke eredienst verboden en werd de Grote Kerk gegeven aan de protestanten. Ook aan de activiteiten van het in 1463 opgerichte Gilde van het Sacrament van Niervaert kwam een einde. Betere tijden braken aan voor de Bredase katholieken toen in 1625 onder leiding van veldheer Spinola de stad door Spaanse troepen werd ingenomen. Tijdens dit tussenbewind, dat zou doorlopen tot 1637, hebben Bredanaars gepoogd het Gilde van het Sacrament van Niervaert nieuw leven in te blazen en leefde de Sacramentsverering in de Grote-of-Onze-Lieve-Vrouwekerk zeer op.
Op 6 oktober 1637 werd echter Breda weer ingenomen door de Staatse troepen onder leiding van Frederik Hendrik en werden opnieuw beperkingen opgelegd. 

Het Vredesverdrag van Münster, dat in 1648 een einde maakte aan de Tachtigjarige Oorlog, had tot gevolg dat het Nederduits-Gereformeerde geloof de 'staatskerk' van de Republiek werd. De rooms-katholieken moesten tot 1795 gebruikmaken van zogenaamde schuilkerken: gebouwen die aan de buitenkant beslist niet als kerk herkenbaar mochten zijn.

In 1652 werd aan de Bredase Tolbrugstraat een katholieke schuilkerk ingericht. Hier werd op 28 oktober 1697 de confrèrie van het Allerheiligst Sacrament des Altaars opgericht. Refererend aan de roemrijke geschiedenis van het Gilde van het Sacrament van Niervaert spraken de heren J. van Riethoven, J. Stickers, F. Stickers en M. Sprong bij de oprichting van deze confrèrie de wens uit: ‘dat de loffelijcke devotie van onse voorouders in ons, als hunnen kinderen mach schijnen wederom te leven’. Hoewel de devotie herleefde was de confrèrie geen rechtsopvolger van het Gilde van het heilig Sacrament van Niervaert omdat de wijze van oprichting, de doelstelling en de organisatie wezenlijk verschilde van die van het Gilde.

## Notulenboek van de confrèrie
De confrèrie is ononderbroken blijven voortbestaan. Het notulenboek van deze confrèrie wordt bewaard in het Stadsarchief Breda en bevat een opvolgende lijst van regenten van 1697 tot op de huidige dag.
Uit de notulen valt op te maken dat de leden regelmatig op donderdag samenkomen voor een plechtige viering. Jaarlijks viert men het feest van Sacramentsdag en met veel vertoon worden in 1763, 1863 en 1963 de eeuwfeesten gevierd van de oprichting van het Gilde van het Sacrament van Niervaert (1463), waarmee de confrèrie zich in de geest nauw verbonden voelt. In opdracht van de confrèrie worden prachtige kunstwerken vervaardigd. Ook nemen de leden vanaf 1916 deel aan de Stille Omgang ter ere van het Sacrament van Niervaert. In 2012 bracht de toen in functie zijnde regent, de heer J.L.L.M. Bergé, een personele unie tot stand door rechtsgeldige benoeming van drie leden van het heropgerichte Gilde van het Sacrament van Niervaert als lid van deze eeuwenoude confrèrie.